# ブルネイの郡
ブルネイの郡（ブルネイのぐん、Mukims of Brunei）は39あり、ブルネイの4つの地区（マレー語：Daerah）の下に置かれている。以下に郡の一覧を示す。

## ブライト地区

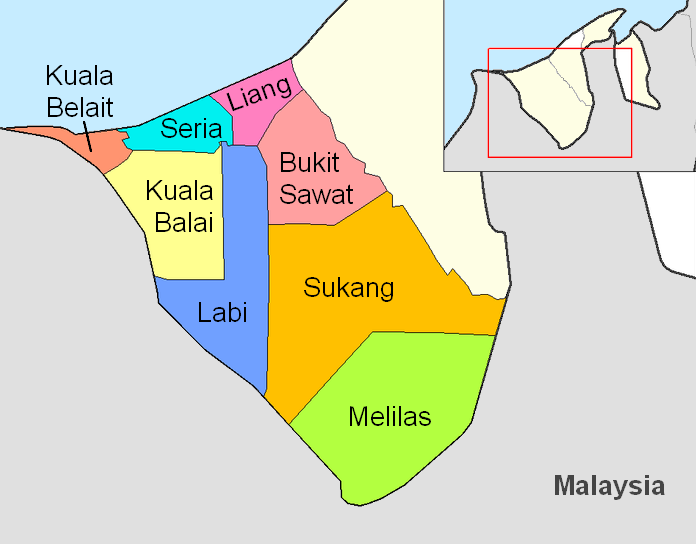
ブライト地区の郡

- クアラ・バライ郡（Kuala Balai）
- クアラ・ブライト郡（Kuala Belait）
- スカン郡（Sukang）
- セリア郡（Seria）
- ブキト・サワト郡（Bukit Sawat）
- メリラス郡（Melilas）
- ラビ郡（Labi）
- リアン郡（Liang）

## ブルネイ・ムアラ地区
- ガドンA郡（Gadong A）
- ガドンB郡（Gadong B）
- キアンゲ郡（Kianggeh）
- キラナス郡（Kilanas）
- コタ・バトゥ郡（Kota Batu）
- サバ郡（Saba）

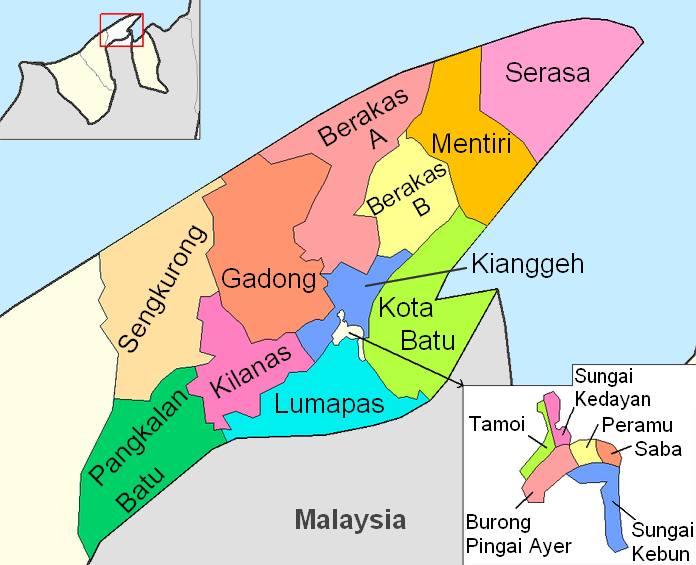
ブルネイ・ムアラ地区の郡

- スンガイ・ケダヤン郡（Sungai Kedayan）
- スンガイ・ケブン郡（Sungai Kebun）
- セラサ郡（Serasa）
- センクロン郡（Sengkurong）
- タモイ郡（Tamoi）
- パンカラン・バトゥ郡（Pangkalan Batu）
- ブロン・ピンガイ・アイール郡（Burong Pingai Ayer）
- ベラカスA郡（Berakas A）
- ベラカスB郡（Berakas B）
- ペラム郡（Peramu）
- メンティリ郡（Mentiri）
- ルマパス郡（Lumapas）

## テンブロン地区

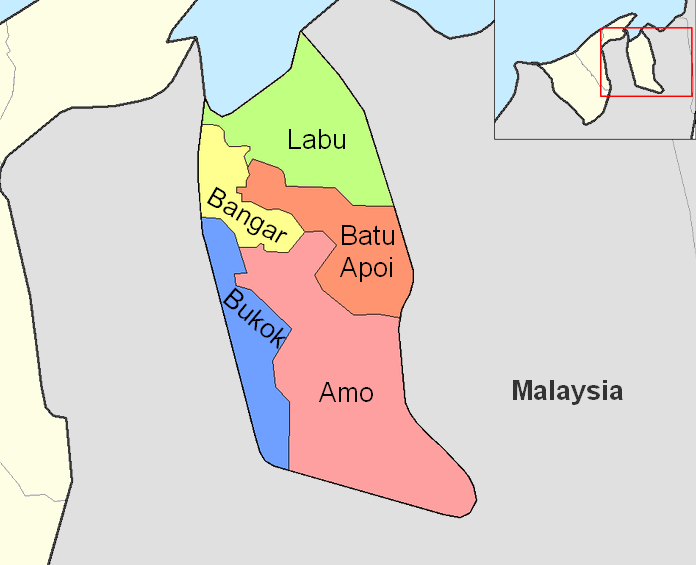
テンブロン地区の郡

- アモ郡（Amo）
- バトゥ・アポイ郡（Batu Apoi）
- バンガル郡（Bangar）
- ボコク郡（Bokok）
- ラブ郡（Labu）

## ツトン地区
- ウコン郡（Ukong）
- キウダン郡（Kiudang）
- ケリアム郡（Keriam）

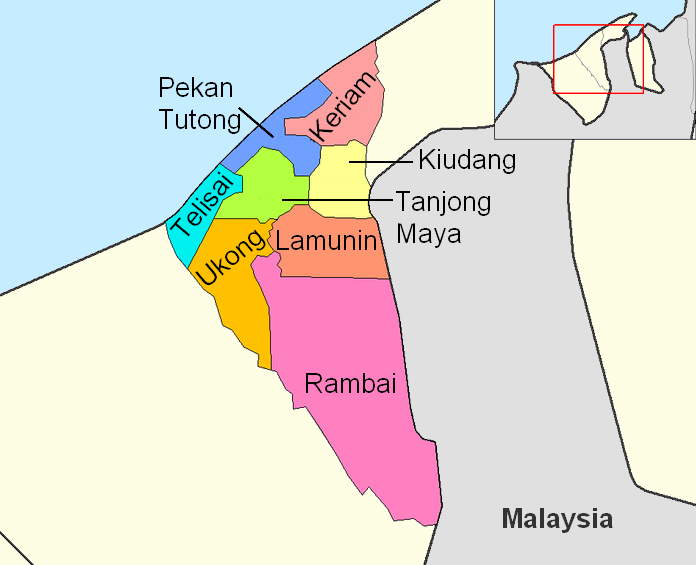
ツトン地区の郡

- タンジョン・マヤ郡（Tanjong Maya）
- テリサイ郡（Telisai）
- プカン・ツトン郡（Pekan Tutong）
- ラムニン郡（Lamunin）
- ランバイ郡（Rambai）